# Josep Francesc Almeria Serrano
Josep Francesc Almeria Serrano (Alcoi, 1962) és un consultor d'empreses i polític valencià. Va estar diputat a les Corts Valencianes, per Podem, en les eleccions de 2015. Una vegada disoltes les Corts de la IX Legislatura, Almeria es va desvincular totalment de Podem, mitjançant un comunicat de premsa.
Llicenciat en Psicologia per la Universitat de València, Diplomat en Psicologia Industrial per la Universitat Complutense de Madrid, M.B.A. per la Middlesex University de Londres i Master en Business Intelligence per l'EAE Business School de la Universitat de Barcelona. Josep Francesc Almeria ha treballat principalment en el món de la consultoria d'empreses. L'any 2002 fou triat membre electe de la Junta Directiva de la Federació de Societats Musicals de la Comunitat Valenciana (FSMCV) passant a presidir aquesta organització, de forma electa, des de 2006 a 2014, desenvolupant una forta activitat associativa i articuladora de la societat civil, en defensa d'aquest col·lectiu, considerat el primer agent cultural del País Valencià.
Sense afiliació política anterior, Almeria participà, com a independent, en les llistes electorals de la candidatura de Podem de la Circumscripció d'Alacant, resultant elegit Diputat Autonòmic en les eleccions a les Corts Valencianes de 2015. Disoltes les Corts de la IX Legislatura, al març de 2019, Almeria es va desvincular totalment de Podem, mitjançant un comunicat de premsa, adjuntant un informe de rendició de comptes per la seua activitat com a Diputat Autonòmic, d'acord amb el codi ètic vigent de Podem.